# Friedrich von Hössle

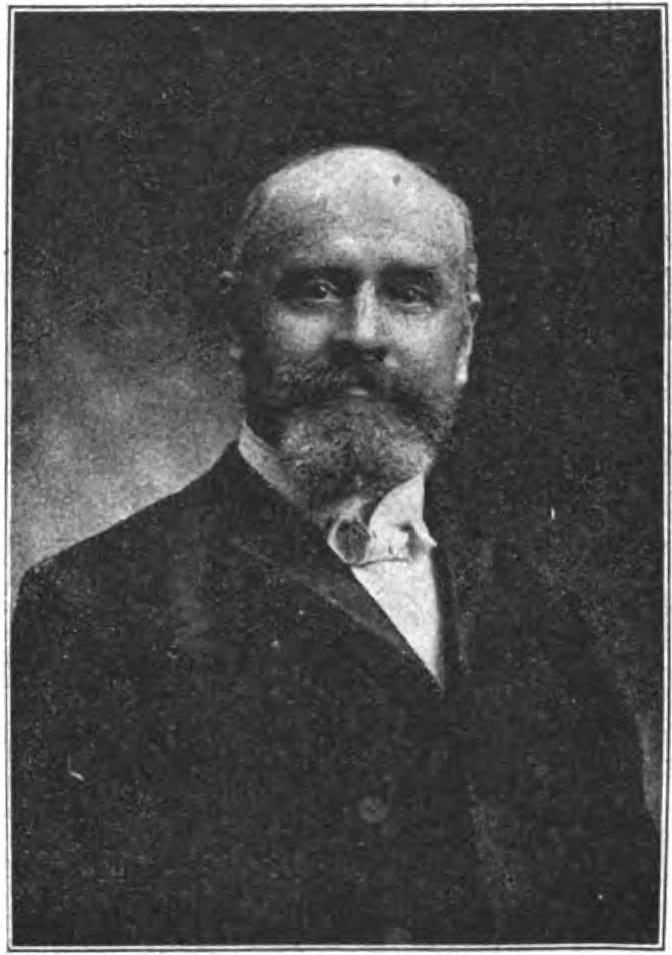
Friedrich von Hössle, 1923

Friedrich von Hössle (* 8. Juni 1856 in Augsburg; † 27. November 1935 in Füssen) war ein deutscher Chemiker, Papierhistoriker und Wasserzeichenforscher.

## Leben und Schaffen
Friedrich von Hössle (auch Hößle) wurde 1856 in Augsburg geboren und am 14. Juni seines Geburtsjahres in der Kirche St. Anna auf den Namen Friedrich Johann Hugo getauft. Seine Eltern waren der Kommissionär Hugo von Hössle und Friederike geb. Wirth. Er kam schon früh in Berührung mit der Papier- und Zellstoffindustrie. Im Jahre 1875 übernahm er die technische Leitung der Zellstofffabrik der Kösliner Papierfabrik.
Als technischer Leiter der Aktiengesellschaft Papierfabrik Hegge begann er sich ab 1893 der Erforschung alter Papiermühlen zu widmen. Das erste Ergebnis war die Geschichte der alten Papiermühlen im ehemaligen Stift und der Reichsstadt Kempten im Jahre 1900. Bereits 1914 folgte die umfangreiche Württembergische Papiergeschichte. Er verfasste auch genealogische Tafeln zu einigen Papiermacherfamilien.
Durch den Beginn des Ersten Weltkrieges konnte er keine weiteren Bücher veröffentlichen. Daher schrieb er seine Aufsätze unter anderem für die Fachzeitschriften Papier-Zeitung, Wochenblatt für Papierfabrikation, Zentralblatt für die österreich-ungarische Papierindustrie und Der Papier-Fabrikant.
So verfasste er umfangreiche Werke, wie die Reihe Bayerische Papiergeschichte.
Seine Arbeit bezog sich auf den gesamten deutschsprachigen Raum und darüber hinaus.
Damit wurde er ein bekannter Fachautor für die Geschichte der Papierindustrie.
Friedrich von Hössle starb am 27. November 1935 in Füssen, wo er seit 1913 lebte. Dort wurde er ebenso beerdigt. Sein Nachlass befindet sich heute im Archiv des Deutschen Museums in München.

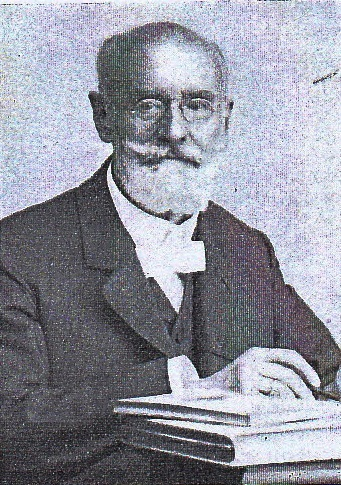
Friedrich von Hössle, 1935

## Veröffentlichungen (Auswahl)
- Geschichte der alten Papiermühlen im ehemaligen Stift Kempten und in der Reichsstadt Kempten 1900
- Die alten Papiermühlen der Freien Reichsstadt Augsburg 1907
- Papiermühlen im bayerischen Allgäu 1908
- Württembergische Papiergeschichte bearbeitet 1910–1914, gedruckt 1914–1922
- Karneval im Verborgenen oder der Harlekin im Papier, 1914
- Papiermühlen in Böhmen, 1915
- Die alten Salzburger Papiermühlen, 1915, Zentralblatt für die ö.-u. Papierindustrie
- Die alten Papiermühlen Oberösterreichs, 1918
- Bayerische Papiergeschichte, 1918–??
- Die ältesten Papiermühlen im Kirchenstaat, 1920
- Alte Papiermühlen der deutschen Küstenländer 1921
- Alte pfälzische Papiermühlen 1921
- Die Geschichte des alten Papiermacherhandwerks im weyland heyligen Römischen Reich, 1921
- Ein Lebensbild Ulman Stromers, 1922
- Die alten Papiermühlen der Schweiz 1923, Belegexemplar DNB 103587640X bei der Deutschen Nationalbibliothek.
- Die alten Papiermacher Fischer 1924, Belegexemplar DNB 1036062988 bei der Deutschen Nationalbibliothek.
- Bayerische Papiergeschichte, 1924–1927
- Alt-Französische Papiermühlen 1925, Belegexemplar DNB 1036083640 bei der Deutschen Nationalbibliothek.
- Alte Papiermühlen der Rheinprovinz 1926
- Alte Papiermühlen der vormaligen österreichischen Kronländer 1926,
- Bayerische Papiergeschichte 1927
- Alte Papiermühlen in der Oberlausitz und Schlesien, 1927
- Alte Papiermühlen der Provinz Westfalen 1928
- Alte Papiermühlen der hessischen Länder, 1928–1929
- Die vornehmen und kunsterfahrenen Papiermacher Schaffhirt, 1929
- Alte Papiermühlen in der Rheinprovinz, Westfalen, Waldeck und Lippe, 1929, Belegexemplar DNB 1036014177 bei der Deutschen Nationalbibliothek.
- Die alten Papiermühlen von Braunschweig-Wolfenbüttel, 1930
- Eine Papiermühlen- und Koloniegründung durch deutsche Papiermacher in Nordamerika, 1930, Belegexemplar DNB 103607126X bei der Deutschen Nationalbibliothek.
- Alte Papiermühlen der Provinz Sachsen 1931
- Alte Papiermühlen im Herzogtum Braunschweig-Lüneburg, dem späteren Königreich, dann preußische Provinz Hannover 1931–1932
- Alte Papiermühlen der Provinz Brandenburg 1933 DNB 997260246 bei der Deutschen Nationalbibliothek.
- Alte Papiermühlen der preußischen Provinzen West- und Ostpreußen mit Danzig, auch Posen 1934 DNB 997264543 bei der Deutschen Nationalbibliothek.
- Alte Papiermühlen der Provinz Schlesien 1935 DNB 997264454 bei der Deutschen Nationalbibliothek.